# 히로야스 왕비 쓰네코
히로야스 왕비 츠네코(일본어: 博恭王妃 経子 ひろやすおうひ つねこ[*], 1882년 (메이지 15년) 9월 23일 - 1939년 (쇼와 14년) 8월 18일)는 일본의 황족이다. 후시미노미야 히로야스 왕의 비이다. 도쿠가와 막부 15대 쇼군 도쿠가와 요시노부의 9녀이다. 어머니는 측실인 신무라 노부이다. 타카마츠노미야비 키쿠코의 백모이다. 자녀로는 히로요시 왕, 치카코(恭子) 여왕, 카쵸노미야 히로타다 왕, 히로노부 왕, 아츠코(敦子) 여왕, 토모코 여왕 (쿠니노미야 아사아키라 왕비), 히로히데 왕이다.

## 생애
태어나자마자 바로 야마다 유지로에게 맡겨졌다. 1885년 (메이지 18년) 10월, 도쿠가와 저택으로 돌아왔다. 1889년 (메이지 22년) 7월, 언니 후데코, 동생 이토코 등 자매 6명이서 시즈오카에서 도쿄로 옮겼다. 1891년 (메이지 24년) 4월, 메이지 천황의 딸 마사코 내친왕, 후사코 내친왕의 놀이 상대로, 언니 쿠니코, 동생 이토코와 함께 아카사카 이궁에 초대된다. 1889년 9월, 화족여학교에 입학했다. 1897년 (메이지 30년) 1월 9일, 카쵸노미야 히로야스 왕과 결혼했다. 1904년 (메이지 37년) 1월 15일, 카쵸노미야에서 후시미노미야로 돌아갔다.
1939년 (쇼와 14년) 7월 하순, 왼쪽 가슴 늑막염에 걸려 컨디션이 악화되었고, 같은 해 8월 18일, 아타미의 후시미노미야 별저에서 사망하였다.
묘지는 도쿄도 분쿄구의 토시마가오카 묘지이다.

## 훈장
- 1898년 (메이지 31년) 5월 28일 - 훈2등보관장
- 1906년 (메이지 39년) 11월 3일 - 훈1등보관장 (보관대수장)
- 1906년 (메이지 39년) 4월 1일 - 메이지삼십칠팔년종군기장